# Tricholita chipeta
Tricholita chipeta là một loài bướm đêm trong họ Noctuidae.